# 2009年朝鮮民主主義人民共和國最高人民會議選舉
朝鮮民主主義人民共和國第十二屆最高人民會議選舉在2009年3月8日舉行。根據該國的憲法規定，是次的選舉原應在2008年8月進行，但平壤政府卻將其延遲一年，外界相信這與時任最高領導人金正日的健康狀況有關。
與歷屆的選舉相同，本屆的選舉是以直選的方式決出687個最高人民會議的席位誰屬，且所有687個選區均只有一名參選人，參選人也全由執政黨朝鮮勞動黨在事前挑選。故此，朝鮮勞動黨足以控制整個的最高人民會議。最終，本屆的投票率達99.98%，而參選人當選率則為100%。朝鮮勞動黨取得606席繼續成為最大黨，而朝鮮社會民主黨和天道教青友黨則為第二和第三大黨。

## 結果
| 政黨                 | 取得席位 | +/- |
| -------------------- | -------- | --- |
| 朝鮮勞動黨           | 606席    | ▼81 |
| 朝鮮社會民主黨       | 50席     | ▲50 |
| 天道教青友黨         | 22席     | ▲22 |
| 在日本朝鮮人總聯合會 | 6席      | ▲6  |
| 其他                 | 3席      |     |
| 總計                 | 687席    | ━   |

## 資料來源
1. 1 2  . BBC News. 2009-01-07  [2019-03-20]. （原始内容存档于2020-11-07）.
2. ↑  . Central Intelligence Agency.   [2019-03-20]. （原始内容存档于2015-07-03）.
3. ↑  "N Korea announces March election" 《BBC News》 2009 1 7
4. ↑  Moon, Angela; Sugita Katyal, Ralph Boulton. . Reuters. 2009-03-08  [2009-03-08]. （原始内容存档于2020-10-08）.
5. ↑  Sohn, Jie-Ae. . CNN. 2009-03-08  [2009-03-08]. （原始内容存档于2020-11-09）.
6. ↑  "Election` in North" 《The Korea Herald》 2013 3 30
7. ↑  "N Korea's Kim wins parliamentary seat: official media" 《Agence France Press》 2009 3 9
8. ↑  "IPU PARLINE Database: Choe Go In Min Hoe Ui" Inter-Parliamentary Union